# Europaparlamentsvalet i Västtyskland 1979
Europaparlamentsvalet i Västtyskland 1979 ägde rum söndagen den 10 juni 1979. Nästan 43 miljoner personer var röstberättigade i valet om de 81 mandat som Västtyskland hade tilldelats innan valet. I valet tillämpade landet ett valsystem med partilistor, Hare-Niemeyers metod och en spärr på 5 procent för småpartier. Västtyskland var inte uppdelat i några valkretsar, utan fungerade som en enda valkrets i valet. Däremot var det möjligt för politiska partier att endast ställa upp i en eller några av delstaterna. Till exempel ställde CSU endast upp i delstaten Bayern, där systerpartiet CDU samtidigt avstod från att ställa upp. Valet var en del av det första direkta valet till Europaparlamentet.
Valet innebar i princip dött lopp mellan Socialdemokraterna och kristdemokratiska CDU. Socialdemokraterna lyckades dock erhålla ett par procentenheter fler röster än CDU, och fick därmed ett mandat mer. CDU:s samarbetspartner CSU erhöll strax över tio procent av rösterna och därmed åtta mandat. Även liberala FDP lyckades passera femprocentsspärren och vinna fyra mandat. Däremot misslyckades Die Grünen med att passera femprocentsspärren. Inte heller något annat parti erhöll mandat.
Valdeltagandet uppgick till 65,73 procent. Det var lågt jämfört med till exempel det tyska federala riksdagsvalet året därpå, då valdeltagandet uppgick till nästan 90 procent. Däremot låg det över det genomsnittliga valdeltagandet för hela gemenskaperna. Det var också högt jämfört med efterföljande tyska Europaparlamentsval.

## Valresultat
|                                                                                       |         |  |            |        |
|                                                                                       | Andel   |  | Antal      | Mandat |
| Socialdemokraterna                                                                    | 40,83 % |  | 11 370 045 | 35     |
| Socialdemokraterna                                                                    |         |  |            |        |
| CDU                                                                                   | 39,08 % |  | 10 883 085 | 34     |
| CDU                                                                                   |         |  |            |        |
| CSU                                                                                   | 10,12 % |  | 2 817 120  | 8      |
| CSU                                                                                   |         |  |            |        |
| FDP                                                                                   | 5,97 %  |  | 1 662 621  | 4      |
| FDP                                                                                   |         |  |            |        |
| Övriga partier och kandidater                                                         | 4,00 %  |  | 1 114 238  | 0      |
| Övriga partier och kandidater                                                         |         |  |            |        |
| Ogiltiga och blanka röster                                                            | 0,90 %  |  | 251 763    | 0      |
| Ogiltiga och blanka röster                                                            |         |  |            |        |
| Valdeltagande                                                                         | 65,73 % |  | 28 098 872 | 81     |
| Valdeltagande                                                                         |         |  |            |        |
| Antal röstberättigade 42 751 940 35 SOC 42 EPP 00 ED 00 COM 04 LD 00 EFD 00 CDI 00 NI |         |  |            |        |